# Polla blava comuna
La polla blava, gall de canyar o gall faver o fotja de bec vermell a les Balears (Porphyrio porphyrio) és una espècie d'ocell de la família dels ràl·lids, de l'orde dels gruïformes. És sedentària i habita en aiguamolls i canyars de vegetació densa del sud d'Europa (el sud e la península Ibèrica, Sicília, Sardenya, el Marroc i Algèria). A l'Albufera de València, les poblacions de polles blaves són molt escasses a causa de la pressió urbanística de finals del segle xx i principis del xxi, i a la resta dels Països Catalans, és molt rara.
És un ocell de color blau amb zones més fosques a la part superior i més clares al pit. Té el bec robust i vermell, i les potes i dits molt llargs, també de color vermell. Duu una fava vermella al front.
Menja fulles de bova i algues de fons. És bo per menjar.

## Sistemàtica
Hi ha un total de 13 o més subespècies de polla blava que varien segons l'autor, que difereixen principalment pel color del plomatge. Les subespècies són agrupades en:
- Porphyrio porphyrio (Linnaeus) 1758.
  - Porphyrio porphyrio bellus Gould 1841.
  - Porphyrio porphyrio caspius Hartert 1917.
  - Porphyrio porphyrio indicus Horsfield 1821.
  - Porphyrio porphyrio madagascariensis (Latham) 1802.
  - Porphyrio porphyrio melanopterus Bonaparte 1856.
  - Porphyrio porphyrio melanotus Temminck 1820.
  - Porphyrio porphyrio pelewensis Hartlaub & Finsch 1872.
  - Porphyrio porphyrio poliocephalus (Latham) 1802.
  - Porphyrio porphyrio porphyrio (Linnaeus) 1758.
  - Porphyrio porphyrio pulverulentus Temminck 1826.
  - Porphyrio porphyrio samoensis Peale 1848.
  - Porphyrio porphyrio seistanicus Zarudni i Harms 1911.
  - Porphyrio porphyrio viridis Begbie 1834.

Modernament però, i arran diversos estudis s'ha considerat que aquesta espècie és en realitat un complex que engloba sis espècies:
- Porphyrio porphyrio (sensu lato) - polla blava occidental (Western Swamphen).
- Porphyrio madagascariensis - polla blava africana.
- Porphyrio poliocephalus - polla blava capgrís.
- Porphyrio indicus - polla blava dorsinegra.
- Porphyrio pulverulentus - polla blava de les Filipines.
- Porphyrio melanotus - polla blava australasiana.